# Harvey Martin
Harvey Banks Martin (17 de novembro de 1950 – 24 de dezembro de 2001) foi um jogador de futebol americano que atuava como defensive end na National Football League pelo Dallas Cowboys de 1973 até 1983. Ele começou a jogar futebol americano ainda na escola, depois que ele ouviu uma conversa em que seu pai teria dito que ele tinha vergonha do filho por não praticar esportes como as outras crianças. Na Universidade, Martion atuou pela East Texas State University antes de se inscrever no Draft de 1973 da NFL.
Martin liderou a defesa dos Cowboys em sacks por sete anos. Ele acabou indo para o Pro Bowl quatro vezes e foi co-MVP do Super Bowl XII (junnto com Randy White). Ele ainda tem o recorde do time de mais sacks numa temporada como rookie (calouro), sendo 8 em 1973, e também numa temporada, sendo 20 em 1977, e também no total da carreira (114)
Martin morreu de câncer pancreático em 24 de dezembro de 2001 aos 51 anos. Até 1 de junho de 2010, ele era o único MVP de Super Bowl que morreu.